# Pont Palacký
Le Pont Palacký (tchèque : Palackého most) est un pont historique du centre de Prague. Datant de 1876, il est l'un des plus anciens ponts sur la Vltava à Prague après le Pont Charles.

## Histoire
Il est ainsi le troisième pont de la ville, construit peu de temps après l'ouverture en 1868 du pont Franz Joseph (qui a été endommagé en 1941 et démantelé en 1946).
Josef Václav Myslbek a créé les statues du pont, quatre couples légendaires : Ctirad et Šárka, Libuše et Přemysl, Lumír et Píseň  et Záboj et Slavoj. Les statues sont par la suite retournées dans l'enceinte de la citadelle de Vyšehrad.

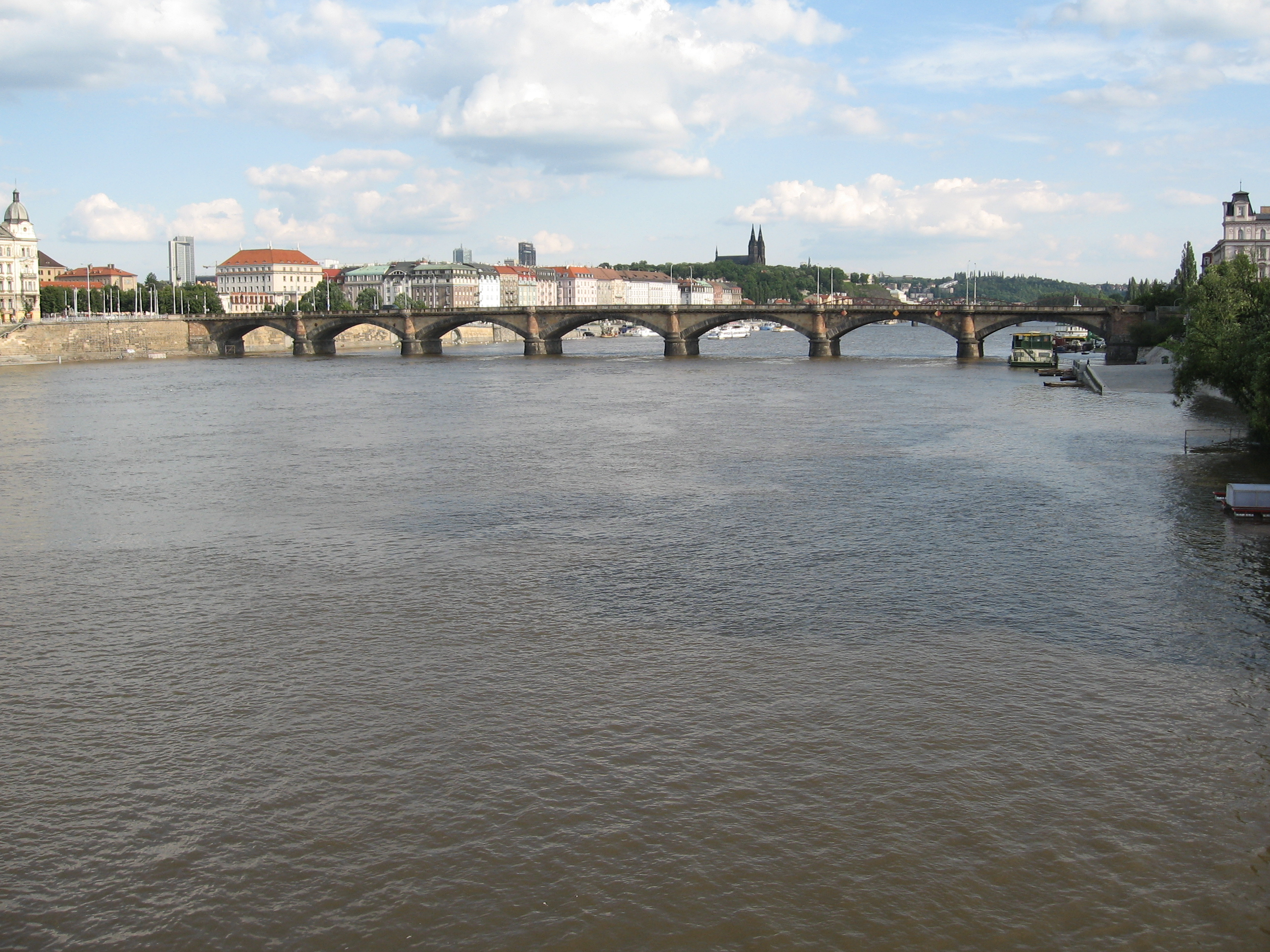
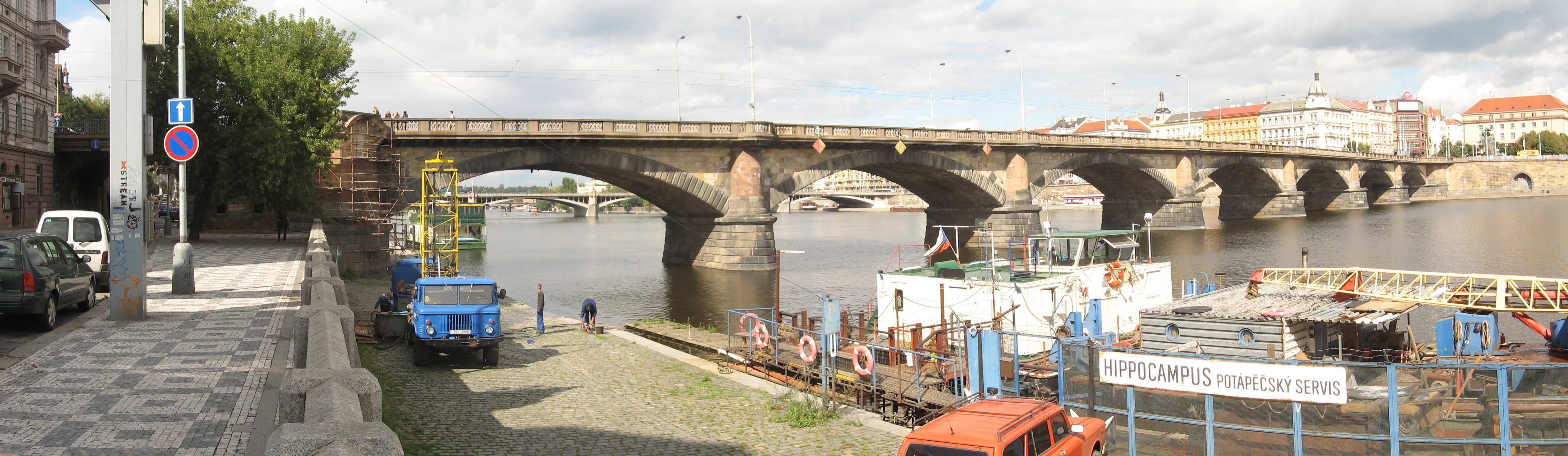